# Lemuropisum
Lemuropisum é um género botânico pertencente à família Fabaceae.